# Карл Фрідріх фон Пюклер-Бурггаусс
Карл Фрідріх, граф фон Пюклер-Бурггаусс, барон фон Гродіц (нім. Carl Friedrich Graf von Pückler-Burghauss, Freiherr von Groditz; 7 жовтня 1886, Корфантув — 12 травня 1945) — німецький воєначальник, бригадефюрер СА, группенфюрер СС і генерал-лейтенант військ СС.

## Біографія
Представник знатного сілезького роду. Син політика графа Фрідріха фон Пюклера-Бурггаусса, онук політика графа Карла фон Пюклера-Бурггаусса. Після закінчення кадетського корпусу вступив в армію. Учасник Першої світової війни. Після війни демобілізований. 1 грудня 1931 року вступив в НСДАП (квиток № 788 697) і СА, брав активну участь у нацистському русі.
Після початку Другої світової війни вступив у вермахт. З 28 грудня 1939 року — квартирмейстер 36-го вищого командування особливого призначення. 1 липня 1940 року перейшов з СА в СС. В січні-серпні 1941 року — начальник оперативного відділу штабу 337-ї піхотної дивізії. З 1 грудня 1941 по 22 листопада 1942 року — постійний заступник керівника СС і поліції «Росія-Центр», з 2 січня 1942 по 24 березня 1943 року заміщав на цій посаді Еріха фон дем Баха. 21 липня 1942 року зарахований у війська СС. З 12 вересня 1942 по 10 квітня 1943 і з 20 березня 1944 року — командувач військ СС при вищому керівникові СС і поліції в Богемії і Моравії. З 10 квітня 1943 по 17 лютого 1942 року — командир 15-ї гренадерської дивізії військ СС. У травні 1945 року здався американським військам. Після того, як Пюклер дізнався, що його передадуть радянській владі, наклав на себе руки.

## Сім'я
20 травня 1913 року одружився з принцесою Ольгою Елізабет Саксен-Альтенбурзькою. В шлюбі народились 2 дочки і син, який помер на першому році життя.

## Звання
- Фенріх (1 квітня 1907)
- Лейтенант (17 жовтня 1907)
- Оберлейтенант (травень 1917)
- Гауптман (18 травня 1918)
- Штурмбаннфюрер СА (1 грудня 1931)
- Штандартенфюрер СА (1 липня 1932)
- Оберфюрер СА (10 квітня 1933)
- Бригадефюрер СА (1 травня 1937)
- Гауптман (1 квітня 1938)
- Майор Генштабу (1940)
- Бригадефюрер СС (1 липня 1940)
- Генерал-майор поліції (30 січня 1942)
- Генерал-майор військ СС (10 квітня 1943)
- Группенфюрер СС і генерал-лейтенант військ СС (1 серпня 1944)

## Нагороди
- Залізний хрест 2-го і 1-го класу
- Сілезький Орел 2-го і 1-го ступеня
- Пам'ятна військова медаль (Угорщина)
- Почесний хрест ветерана війни з мечами
- Спортивний знак СА в бронзі
- Медаль «У пам'ять 1 жовтня 1938»
- Застібка до Залізного хреста 2-го і 1-го класу
- Медаль «За зимову кампанію на Сході 1941/42»
- Хрест Воєнних заслуг 2-го і 1-го класу з мечами